# Xã Stockholm, Quận Grant, Nam Dakota
Xã Stockholm (tiếng Anh: Stockholm Township) là một xã thuộc quận Grant, tiểu bang Nam Dakota, Hoa Kỳ. Năm 2010, dân số của xã này là 88 người.